# Multi-Processing Modules
Les Modules Multi-Processus (Multi-Processing Modules) sont des modules utilisés par le serveur web Apache HTTP Server qui définissent la manière d'accepter les requêtes des clients ainsi que la façon de se les répartir entre les différents processus Apache.